# Ian Browne (cyclisme)
Pour les articles homonymes, voir Ian Browne et Browne.
Ian Browne, également connu sous le nom « Joey » Browne (né le 22 juin 1931 à Melbourne et mort le 24 juin 2023) est un coureur cycliste sur piste australien qui a remporté la médaille d'or en tandem aux Jeux olympiques de 1956 à Melbourne, avec Tony Marchant. Inhabituellement grand et bien bâti pour un cycliste, Browne avait peu de réel entraînement et a remporté son premier titre australien en 1953 dans l'épreuve du 10 mile. Browne ne s'est associé avec Marchant qu'au début de l'année 1956. Ils se sont rapidement imposés dans l'épreuve du tandem lors des championnats nationaux et ont obtenu leur sélection nationale pour les Jeux. Ils y ont été éliminés après avoir perdu leurs deux premières courses, mais repêchés lorsque la paire soviétique a dû être hospitalisée, puis abandonner à la suite d'un accident. Par la suite, Marchant et Browne ont été invaincus et ont remporté une médaille d'or olympique improbable. L'association de Browne avec Marchant a cessé après les Jeux olympiques lorsque celui-ci a pris sa retraite. En 1958, Browne a remporté l'épreuve du 10 mile aux championnats nationaux et aux Jeux de l'Empire britannique et du Commonwealth de 1958. Browne a de nouveau participé aux Jeux olympiques de 1960 et 1964 en tandem, les deux fois avec de nouveaux partenaires, mais les deux fois, il a été éliminé avant les demi-finales. En 1964, il est devenu le plus ancien cycliste sur piste à représenter l'Australie aux Jeux olympiques à l'âge de 33 ans. Il a remporté le dernier de ses titres nationaux à l'âge de 37 ans en 1968, en tandem, mais n'a pas été retenu pour la sélection olympique. Il a pris sa retraite sportive et s'est impliqué dans l'administration du cyclisme.

## Biographie

### Enfance
Browne est né à Melbourne. Il est le deuxième des trois fils de Linda et Alex Browne. Son père est imprimeur et Ian Browne fait ses études primaires à la Chatham Public School,, avant de passer à la Box Hill High School (en). Il fait ensuite ses études universitaires à l'Institut royal de technologie de Melbourne (RMIT). Alors qu'il est à l'université, il travaille également à Sunshine comme assistant de laboratoire chez Spaldings. À l'âge de 20 ans, il est diplômé du RMIT et est recruté à la State Electricity Commission, où il travaille pendant plus de 35 années sans interruption, effectuant quotidiennement 15 kilomètres à vélo pour s'y rendre.
Browne apprend à faire du vélo à l'âge de quatre ans, mais ne dispute sa première compétition cycliste qu'à l'âge de 16 ans, lorsqu'il rejoint le club de Hawthorne. Browne prend l'habitude de rouler jusqu'au club avec son vélo ordinaire avec des roues lourdes, portant ses pneus de course plus légers sur le dos, pour changer ses pneus lors de son arrivée. Il gagne de l'argent pour financer la mise à niveau de son vélo en travaillant comme livreur de journaux. Le club ne délivre que peu d'entraînement formel, et les cyclistes apprennent par expérience, et en observant et en imitant les autres. Browne et ses camarades de club courent le samedi et s'entraînent le dimanche.
Browne obtient son premier succès dans une compétition majeure lorsqu'il remporte le 10 mile à ses premiers championnats d'Australie en 1953. Il ne fait équipe avec Tony Marchant qu'au début de 1956, dix mois avant le début des Jeux olympiques de Melbourne. Marchant avait pris de l'importance en remportant l'épreuve du 500 mètres lors des championnats d'Australie juniors de 1955. Ce titre incite Browne à le choisir comme partenaire pour sa vitesse. Ils forment une paire contrastée : Marchant est petit (1,70 m (5′ 7″) pour 65 kg) tandis qu'avec 186 cm pour 86 kg, Browne est exceptionnellement grand pour un cycliste. Ils remportent l'épreuve des 2 000 mètres en tandem aux championnats d'Australie en 1956. À l'approche des Jeux olympiques de Melbourne, personne, eux-mêmes inclus, ne les considèrent toutefois comme une chance de médaille réaliste. Cependant, leur mentor, l'ancien champion Billy Guyatt les convainc qu'ils ont le potentiel pour évoluer au niveau international.
Leur programme d'entraînement consiste en un entraînement individuel deux ou trois fois par semaine et deux jours par semaine d'entraînement en tandem au cours de l'année olympique. Le principal rôle tactique de Marchant est de surveiller les éventuelles attaques à l'extérieur, tandis que Browne contrôle l'intérieur. Marchant met au point un système de signalisation, comme un coup de tête sur la hanche de Browne, ou un cri en cas de mouvement d'une paire adverse.

### Victoire olympique
Dix nations sont inscrites au tournoi de tandem. Dans le premier tour, Browne et Marchant sont opposés à l'Allemagne et l'Afrique du Sud, qui aligne Tom Shardelow et Ray Robinson, médaillés d'argent des Jeux olympiques d'été de 1952 à Helsinki,. Les Australiens se portent en tête trop tôt et mènent à la sonnerie de la cloche au début du dernier tour. Ils sont dépassés bien avant la ligne d'arrivée, après avoir faibli dans la dernière ligne droite. Browne et Marchant ont une chance de se qualifier au tour de repêchage, plus tard dans la même journée. Ils mènent les trois quarts de la distance, mais sont dépassés par leurs adversaires tchécoslovaques dans les derniers mètres et sont défaits à la photo-finish. Cela aurait dû signifier leur élimination. Cependant, le repêchage entre l'Union soviétique et les Allemands donne lieu à une chute des deux équipes. Aucune ne termine la course, et les Soviétiques sont hospitalisés. Les commissaires de course décident que les Allemands, blessés, doivent disputer un nouveau repêchage contre les perdants des repêchages précédents pour se qualifier,, offrant un sursis aux États-Unis et aux Australiens,.
Les Australiens saisissent leur chance et battent leur meilleur temps jusque-là de 11 secondes. Après avoir été battus à deux reprises après avoir mené, les Australiens restent cette fois en retrait avant de dépasser les Allemands et les Américains dans le dernier tour. L'Australie est de nouveau opposée en quart de finale à l'Afrique du Sud, qui les avait vaincus facilement dans les manches de qualification. Cette fois, ils égalent l'équipe la plus rapide de la compétition dans les 200 derniers mètres, avec un temps de 10,8 secondes, pour se qualifier en demi-finale. Ils y affrontent l'Italie. Giuseppe Ogna et Cesare Pinarello semblent contrôler au début du dernier tour. Ils se sont placés aux côtés des Australiens à un tour et demi de la fin, mais les Australiens les surprennent au début du dernier tour. Les Italiens reviennent à leur niveau au début de la ligne droite, mais les Australiens les tiennent à distance et gagnent par une longueur et demi d'avance. Les Italiens déposent une protestation pour obstacle, mais elle est rejetée. Les Australiens terminent en un temps de 10,8 secondes. Browne a déclaré plus tard que cette performance l'a convaincu qu'ils allaient gagner la médaille d'or,,.
La finale a lieu le troisième jour de course. Les Australiens considèrent que leurs roues et pneus sont trop lourds, et cherchent donc à acheter l'équipement des Allemands vaincus, de meilleure qualité. Les Allemands acceptent, en disant: « Prenez les nôtres et vous gagnerez la médaille d'or ». L'Australie est à nouveau opposée à la Tchécoslovaquie de Vaclav Machek et Ladislav Foucek. Une des raisons du retour en forme de l'Australie a été le retour de Guyatt dans un rôle de mentor. Guyatt les avait aidés lors des championnats nationaux, mais ils se sont vus adjoindre un autre entraîneur aux Jeux olympiques. Munis de leurs nouvelles machines, Browne et Marchant utilisent une astuce tactique imaginée par Guyatt. Le personnel australien avait remarqué que les Tchécoslovaques faisaient toujours leur dernier effort à partir d'un même point. Lors de la finale, le manager de l'équipe australienne Bill Young se place sur ce point, tandis que l'Australie mène. Lorsque Browne arrive à cet endroit, il empêche l'attaque tchécoslovaque. L'attaque ainsi étouffée, l'Australie s'impose et remporte la médaille d'or,.

### Fin de carrière
Après les Jeux olympiques, Marchant prend sa retraite. Browne remporte la course de 10 mile individuelle aux championnats d'Australie de 1958. Aux Jeux de l'Empire britannique et du Commonwealth de la même année, à Cardiff au Pays de Galles, il n'est pas classé en vitesse, mais gagne la course de 10 mile. Il revient de Cardiff avec l'intention d'arrêter sa carrière, mais l'attrait d'une seconde participation aux Jeux Olympiques en a raison. En 1960, il remporte le 2 000 m en tandem avec Geoff Smith lors des championnats d'Australie et est sélectionné pour les Jeux olympiques d'été de 1960 à Rome. Il n'y répète pas l'exploit de Melbourne, la paire étant éliminée au deuxième repêchage. Comme aucun autre Australien âgé de plus 28 ans n'a jamais représenté la pays en cyclisme, Browne est alors le plus ancien cycliste à avoir représenté l'Australie aux Jeux olympiques. Browne se rend aux Jeux de l'Empire britannique et du Commonwealth de 1962 à Perth, en Australie occidentale, mais ne parvient pas à remporter l'or devant son public, terminant avec une médaille de bronze en vitesse. En 1964, Browne est à nouveau champion d'Australie en tandem avec son nouveau partenaire Daryl Perkins. Le duo se rend ensuite aux Jeux olympiques d'été de 1964 à Tokyo, où Browne bat son propre record de plus ancien cycliste représentant l'Australie aux Jeux olympiques, à l'âge de 33 ans. Cette fois, les Australiens sont éliminés en quart de finale,. Browne continue à concourir au niveau national, et défend avec succès son titre en tandem en 1965, cette fois avec un nouveau partenaire, Gordon Johnson. Il remporte son cinquième et dernier titre en tandem aux championnats d'Australie en 1968 avec Johnson. Les sélectionneurs australiens écartent cependant Browne et sélectionnent Hilton Clarke, associé à Johnson pour le tandem aux Jeux olympiques d'été de 1968 à Mexico. Cette non-sélection met fin à la carrière de Browne,.
Browne est considéré comme un athlète intelligent et méticuleux, connu pour un attitude logique et quelque peu introspective dans son approche de ce sport. Il estimait qu'il n'avait pas la vitesse pure pour rivaliser avec des coureurs comme Lionel Cox et Dick Ploog, en lice pour la sélection en équipe d'Australie de vitesse, et qu'il n'était pas adapté à des courses sur route longues, préférant se concentrer sur les courses de moyenne longueur sur piste. Browne était typiquement le coureur courant les courses en tandem à l'avant, aimant contrôler le course. Il est considéré comme un cycliste se comportant d'une manière prudente et réfléchie, et connu pour obtenir des niveaux élevés de performance de ses partenaires plus jeunes. Browne a été respecté pour sa connaissance technique du tandem et son succès a été souvent attribué à sa grande expérience.

### Après le cyclisme
Après sa retraite sportive, Browne a poursuivi son engagement sans le sport, mettant son expérience au service du sport en tant qu'administrateur. Browne a été Président de l'association cycliste amateur de Victoria, et a fortement défendu l'utilisation d'un système de course par handicap, convaincu que cela améliorerait le niveau des courses et la réussite de l'Australie. À 39 ans, il s'est marié à Rhonda, enseignante d'école primaire. Ils ont eu trois enfants.

## Palmarès

### Jeux olympiques
- Melbourne 1956
  -  Champion olympique du tandem avec Tony Marchant
- Rome 1960
  - Éliminé en repêchage en tandem[8]
- Tokyo 1964
  - Éliminé en quart de finale en tandem[9]

### Jeux du Commonwealth
- Cardiff 1958
  -  Médaillé d'or des 10 miles
- Perth 1962
  -  Médaillé de bronze de la vitesse

### Divers
- 3e de Roubaix-Cassel-Roubaix 1958[10]